# Слобозія-Ходороджа
Слобозія-Ходороджа (рум. Slobozia-Hodorogea) — село в Оргіївському районі Молдови. Входить до складу комуни, адміністративним центром якої є село Бієшть.

## Населення
За даними перепису населення 2004 року у селі проживали 697 осіб.
Національний склад населення села:
| Національність   | Кількість осіб | Відсоток   |
| ---------------- | -------------- | ---------- |
| молдавани румуни | 686 5          | 98,4% 0,7% |
| українці         | 3              | 0,4%       |
| росіяни          | 2              | 0,3%       |
| болгари          | 1              | 0,1%       |
| Всього           | 697            | 100%       |